# هروناك (مقاطعة فسا)
هروناك (بالفارسية: مزرعه هارونک) هي منطقة سكنية تقع في فارس في إيران. يقدر عدد سكانها بـ 32 نسمة .